# Província de Puerto de Mejillones

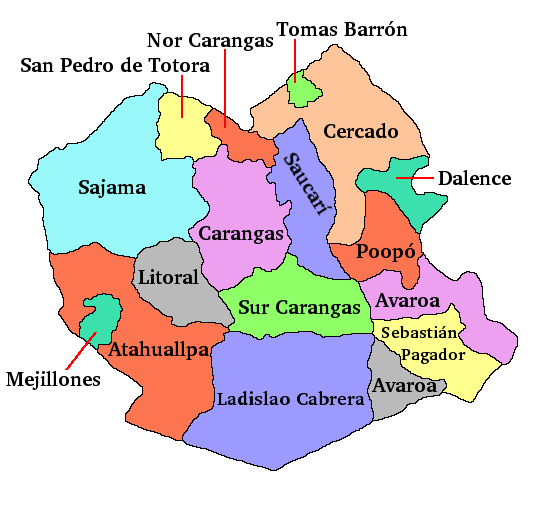
Les províncies del Departament d'Oruro.

La província de Puerto de Mejillones és una de les 16 províncies del Departament d'Oruro, a Bolívia. La seva capital és La Rivera. El 2012 tenia 2076 habitants.